# Göran Fristorp
Karl Göran Fristorp, född 26 maj 1948 i Örebro, död 3 september 2024 i Hammenhög, var en svensk sångare, gitarrist och låtskrivare.

## Biografi
Fristorp gick musiklinjen på Framnäs folkhögskola i Piteå 1969–1970 och studerade därefter gitarr vid Göteborgs musikkonservatorium. där Josef Holecek var hans lärare. Han sjöng i bandet Kontrapunkt och i dansbandet Humlor & Bin.

### Melodifestivalen
Claes af Geijerstam och Fristorp bildade duon Malta som vann Melodifestivalen 1973 med låten "Sommar'n som aldrig säger nej" där de i Eurovision Song Contest samma år slutade 5:a. Efter detta har Fristorp tävlat som soloartist och låtskrivare ett antal gånger under 1970-talet. Han har hamnat lite här och där bland slutplaceringarna, men aldrig vunnit. 1974 deltog han med "Jag minns dej nog", och kom sjua. 1974 sjöng han "En dröm är en dröm" i duett med Sylvia Vrethammar och kom sexa. 1975 kom han fyra med "Som min vän" och 1978 trea med "Längtan om livet med dig". Fristorp är också den artist som senast tävlade med mer än ett bidrag i tävlingen och det var just år 1974 när han både sjöng solo och i duett med Sylvia Vrethammar.

### Karriär
År 1989 gav han ut en skiva med inspelningar av 10 psalmer, bland annat Jesus för världen, Blott en dag, Abide with me (Bliv kvar hos mig), O liv som blev tänt, Härlig är jorden, Bred dina vida vingar, Fädernas kyrka, Tryggare kan ingen vara, Att ta farväl, En vänlig grönskas rika dräkt.
Efter Fristorps medverkan i Melodifestivalen har karriären vuxit fram. Det har varit turnéer i svenska folkparker, men Fristorp har även varit förband till den holländska gruppen Ekseption i Tyskland 1974-1975, gjort turné med Sylvia Vrethammar i Sovjetunionen. Det första soloalbumet, Egna låtar, kom 1974. Från skivan lånade den amerikanske trumpetaren Herb Alpert sången "På väg hem" och spelade in den med text av Hal David. Sången heter då "I belong".
Därefter ha Fristorp samarbetat med många av Sveriges och Norges främsta musikprofiler: Arne Domnérus, Putte Wickman, Anna-Lotta Larsson, Jan Lundgren, Arild Andersen och Karoline Krüger. 
Fristorp har inte bara arbetat i Sverige, utan har i många år verkat i Norge med en omfattande konsertverksamhet och skivutgåvor. Under flera år har Svenska kyrkan i utlandet och Norske Sjømannskirken anlitat honom vid konserter i Minneapolis, St. Paul, New York, London, Nice, Bangkok, Singapore, Qatar, Abu Dhabi och Dubai. 
Fristorp har samarbetat mycket med kompositören och körledaren Leif Strand. Deras kanske mest kända inspelning är albumet Göran Fristorp sjunger Nils Ferlin från 1975 där bland annat klassikerna "Men går jag över ängarna" och "Syner i lövsprickningen" ingår. Fristorp har bedrivit ett långt samarbete med Anna-Lotta Larsson och pianisten Andreas Landegren med sommar- och julkonserter i kyrkor runt om i Sverige.
CD:n Min lyckas hus från 2008 är till stora delar inspelad i Norge tillsammans med Per Lindvall (trummor och perkussion) och Arild Andersen (kontrabas). Den senare har deltagit på alla Göran Fristorps inspelningar sedan 1982. Helge Lilletvedt har varit en viktig musikalisk partner med stråkarrangemang och pianospel. Stråkar från Malmö symfoniorkester och träblås från Radiosymfonikerna medverkade också. Musiken är Göran Fristorps egen och hälften av texterna likaså. Helen Sjöholm, Marian Aas Hansen och Herborg Kråkevik deltar i duetter på albumet. 
År 2020 diagnosticerades Fristorp med levercancer och hade då lidit av sjukdomen en längre tid utan att veta om det. Han hade bott växelvis i Thailand i flera år, men efter diagnosen flyttade han till Sverige. Under sin sista tid levde han fattigt efter att ha lurats på sina besparingar av kryptobedragare. Den 3 september 2024 bekräftade hans familj att han avlidit.

## Diskografi
- 1970 – Sympathy (med Kerstin Wretmark)
- 1973 – Malta (med Claes af Geijerstam)
- 1974 – Egna låtar
- 1975 – Sjunger Nils Ferlin
- 1975 – Lyxlir
- 1977 – Sjunger Gustaf Fröding
- 1979 – På mjuka vågor
- 1981 – Fred är en hemlig sång
- 1983 – Återsken
- 1984 – Musik från Norge
- 1984 – Waggoner’s Song (med Martin Best)
- 1986 – Riktning
- 1989 – Psalmer
- 1990 – Sjunger och spelar Taube
- 1991 – Amabile
- 1993 – Julsånger
- 1994 – Songs for the Broken Hearted (med Lars Jansson)
- 1996 – Flickan från fjärran
- 1997 – Live (med Anna-Lotta Larsson)
- 1999 – Fullständigt (enbart släppt i Norge)
- 2003 – Pie Jesu
- 2004 – En sommarkonsert (med Putte Wickman och Jan Lundgren)
- 2008 – Min lyckas hus
- 2009 – Från oss alla (med Anna-Lotta Larsson och Andreas Landegren)
- 2013 – Klassisk Fristorp (med Kringkastingsorkestret)
- 2018 – Göran Fristorp sjunger Edfelt

## Priser och utmärkelser
- 1998 – Nils Ferlin-Sällskapets trubadurpris